# Tim Horton
Tim Horton, all'anagrafe Myles Gilbert Horton (Cochrane, 12 gennaio 1930 – St. Catharines, 21 febbraio 1974), è stato un hockeista su ghiaccio e imprenditore canadese.
Ha giocato con il ruolo di difensore in 24 stagioni nella National Hockey League per i Toronto Maple Leafs, New York Rangers, Pittsburgh Penguins e Buffalo Sabres vincendo complessivamente ben cinque Stanley Cup, quattro a Toronto ed una a Pittsburgh.
Era anche un imprenditore, fondatore della catena di caffetterie Tim Horton's, che da lui stesso prende il nome.
Nel 1962 stato iniziato in Massoneria nella Kroy Lodge No. 676 di Toronto.
Morì in un tragico incidente automobilistico a St. Catharines, Ontario, nel 1974 all'età di 44 anni, di ritorno dall'inaugurazione di uno dei suoi negozi. Al momento della morte, pur avendo 44 anni Tim Horton era ancora un giocatore della NHL, tesserato per i Buffalo Sabres. Fa parte della Hockey Hall of Fame dal 1977.

## Carriera
Tim Horton è cresciuto giocando a hockey su ghiaccio a Cochrane, Ontario, e in seguito nel paese minerario di Sudbury, Ontario. I Toronto Maple Leafs durante un raduno di giovani giocatori notarono immediatamente le sue doti inusuali e nel 1948 si trasferì a Toronto per giocare a hockey nel campionato junior e frequentare il St. Michael's College School.
Quattro anni dopo esordì in NHL con i Toronto Maple Leafs, dove giocò ininterrottamente fino al 1970, conquistando quattro Stanley Cup e mettendo a segno più di 400 punti. Dopo 18 anni a Toronto si trasferì presso i New York Rangers, dove disputò due ottime stagioni, conquistando due semifinali play-off. L'anno dopo, all'età di 40 anni vinse la sua quinta Stanley Cup a Pittsburgh con i Penguins.
Chiuse la sua carriera prima della tragica morte a Buffalo, dove, pur avendo raggiunto i 44 anni, disputò stagioni più che dignitose.

## Tim Horton's

Il logo delle caffetterie Tim Horton's

Il nome e la figura di Tim Horton, oltre che alla sua brillante carriera sportiva, sono indissolubilmente legate al marchio della catena di caffetterie Tim Horton's, da lui stesso fondata insieme all'amico di vecchia data Ronald "Ron" Joyce, che dopo la tragica ed improvvisa morte del campione, acquisì i diritti sul marchio della catena ed espanse la compagnia fino a renderla una multinazionale da 4.000 negozi nel mondo (3.100 in Canada, 600 negli Usa e 300 tra Dubai, Qatar, Kuwait, Macao ed Hong Kong).
Tim Horton aveva l'abitudine di andare personalmente ad inaugurare i nuovi negozi, e proprio di ritorno dall'inaugurazione di un nuovo punto Tim Horton's a St Catherine, in Ontario, trovò la morte per incidente stradale a soli 44 anni.
Le caffetterie Tim Horton's oltre che per il caffè e per le classiche ciambelle fritte glassate (donuts) sono famose anche per i Timbits (piccoli bignè fritti ripieni di marmellata).